# Skillingaryds köping
Denna artikel handlar om den tidigare kommunen Skillingaryds köping. För orten se Skillingaryd.
Skillingaryds köping var en tidigare kommun i Jönköpings län. 

## Administrativ historik
Inom Tofteryds landskommun inrättades år 8 oktober 1920 Skillingaryds municipalsamhälle. År 1952 bröts den delen ut ur kommunen för att bilda Skillingaryds köping. Vid kommunreformen 1971 gick köpingskommunen upp i Vaggeryds kommun. 
Den 1 januari 1961 överfördes till Skillingaryds köping och Tofteryds församling från Klevshults landskommun och Åkers församling de obebodda områdena Högabråten 1:8 och 1:9 omfattande en areal av 0,07 km², varav 0,06 land.
Skillingaryds köping hörde till Tofteryds församling.

## Heraldiskt vapen
Blasonering: Sköld, delad av silver, vari tre gröna granar bjälkvis ordnade, och av rött, vari två korslagda kanoner av silver.
Skillingaryds municipalsamhälle, som bildades 1920, fick den 10 december 1948 detta vapen fastställt av Kungl. Maj:t. När Skillingaryds köping bildades vid ingången av år 1952 bar det redan från början samma vapen, eftersom detta förutseende nog hade fastställts för köpingen av Kungl. Maj:t (regeringen) redan den 14 december 1951. Granarna stod för traktens skogar och kanonerna symboliserade Skillingaryds skjutfält som bland annat hade varit mötes- och lägerplats för Jönköpings regemente 1777-1913. Skjutfältet används än idag för militära ändamål.

## Geografi
Skillingaryds köping omfattade den 1 januari 1952 en areal av 24,14 km², varav 24,04 km² land. Efter nymätningar och arealberäkningar färdiga den 1 januari 1957 omfattade köpingen den 1 november 1960 en areal av 25,38 km², varav 25,22 km² land.

### Tätorter i köpingen 1960
I Skillingaryds köping fanns tätorten Skillingaryd, som hade 2 654 invånare den 1 november 1960. Tätortsgraden i köpingen var då 92,2 procent.

## Politik

### Mandatfördelning i valen 1954–1966
| 14 | 6 | 5 |

| 24 |

| 12 | 13 |

| 23 |

| 13 | 6 | 6 |

| 24 |

| 12 | 7 |  | 5 |

| 24 |